# Campeonato Panamericano y de Oceanía de Judo de 2025
El L Campeonato Panamericano de Judo se celebró en Santiago (Chile) entre el 25 y el 28 de abril de 2025 bajo la organización de la Confederación Panamericana de Judo.
En total se disputaron catorce pruebas diferentes, siete masculinas y siete femeninas.

## Resultados

### Masculino
| Evento  | Oro                          | Plata                                    | Bronce                                                                  |
| ------- | ---------------------------- | ---------------------------------------- | ----------------------------------------------------------------------- |
| –60 kg  | Michel Augusto · Brasil      | Jonathan Charon · Cuba                   | Jonathan Benavides · Ecuador · Jonathan Yang · Estados Unidos           |
| –66 kg  | Ronald Lima · Brasil         | Diego Cálix · El Salvador                | Julien Frascadore · Canadá · Lenin Preciado · Ecuador                   |
| –73 kg  | Jack Yonezuka Estados Unidos | Daniel Cargnin · Brasil                  | Yanis Hachemi · Canadá · Antonio Tornal · República Dominicana          |
| –81 kg  | Gabriel Falcão · Brasil      | Keagan Young · Canadá                    | Agustín Gil · Argentina · Luan Almeida · Brasil                         |
| –90 kg  | Rafael Macedo · Brasil       | Mariano Coto Argentina                   | John Jayne · Estados Unidos · Medickson del Orbe · República Dominicana |
| –100 kg | Leonardo Gonçalves · Brasil  | Robert Florentino · República Dominicana | Francisco Balanta · Colombia · Ivo Dargoltz · Argentina                 |
| +100 kg | Andy Granda · Cuba           | Rafael Buzacarini · Brasil               | Jonathan Loynaz · Cuba · Francisco Solís · Chile                        |

### Femenino
| Evento | Oro                         | Plata                                | Bronce                                                |
| ------ | --------------------------- | ------------------------------------ | ----------------------------------------------------- |
| –48 kg | Natasha Ferreira · Brasil   | María Celia Laborde Estados Unidos   | Mary Dee Vargas · Chile · Laura Vázquez · Ecuador     |
| –52 kg | Evelyn Beaton · Canadá      | Jéssica Pereira · Brasil             | Keisy Perafán Argentina Agustina Lahiton Argentina    |
| –57 kg | Shirlen Nascimento · Brasil | Mariah Holguin Estados Unidos        | Tinka Easton · Australia · Bianca Reis · Brasil       |
| –63 kg | Nauana Silva · Brasil       | Catherine Beauchemin-Pinard · Canadá | Maylín del Toro · Cuba · Rafaela Silva · Brasil       |
| –70 kg | Aoife Coughlan Australia    | Celinda Corozo · Ecuador             | Luana Carvalho · Brasil · Eliana Aguiar · Venezuela   |
| –78 kg | Brenda Olaya · Colombia     | Coralie Godbout · Canadá             | Lianet Cardona · Cuba · Maria Swan · Australia        |
| +78 kg | Beatriz Souza · Brasil      | Sydnee Andrews Nueva Zelanda         | Naomis Elizarde · Cuba · Brigitte Carabali · Colombia |

## Medallero
| Núm. | País                 | Oro | Plata | Bronce | Total |
| ---- | -------------------- | --- | ----- | ------ | ----- |
| 1    | Brasil               | 9   | 3     | 4      | 16    |
| 2    | Canadá               | 1   | 3     | 2      | 6     |
| 3    | Estados Unidos       | 1   | 2     | 2      | 5     |
| 4    | Cuba                 | 1   | 1     | 4      | 6     |
| 5    | Australia            | 1   | 0     | 2      | 3     |
| 5    | Colombia             | 1   | 0     | 2      | 3     |
| 7    | Argentina            | 0   | 1     | 4      | 5     |
| 8    | Ecuador              | 0   | 1     | 3      | 4     |
| 9    | República Dominicana | 0   | 1     | 2      | 3     |
| 10   | El Salvador          | 0   | 1     | 0      | 1     |
| 10   | Nueva Zelanda        | 0   | 1     | 0      | 1     |
| 12   | Chile                | 0   | 0     | 2      | 2     |
| 13   | Venezuela            | 0   | 0     | 1      | 1     |
|      | TOTAL                | 14  | 14    | 28     | 56    |